# Zhengchang (köpinghuvudort i Kina, Hubei Sheng, lat 30,49, long 113,03)
Zhengchang (kinesiska: 郑场, 郑场镇) är en köpinghuvudort i Kina. Den ligger i provinsen Hubei, i den centrala delen av landet, omkring 120 kilometer väster om provinshuvudstaden Wuhan. Antalet invånare är 45 198. Befolkningen består av 22 194 kvinnor och 23 004 män. Barn under 15 år utgör 15,0 %, vuxna 15-64 år 71 %, och äldre över 65 år 12,0 %.
Runt Zhengchang är det tätbefolkat, med 613 invånare per kvadratkilometer. Närmaste större samhälle är Qianjiang, 15,3 km sydväst om Zhengchang. Trakten runt Zhengchang består till största delen av jordbruksmark.
Genomsnittlig årsnederbörd är 1 462 millimeter. Den regnigaste månaden är maj, med i genomsnitt 197 mm nederbörd, och den torraste är december, med 25 mm nederbörd.